# Crosbyarachne
Crosbyarachne là một chi nhện trong họ Linyphiidae. Tính đến  tháng 5 năm 2019 có 2 loài được ghi nhận: C. bukovskyi and C. silvestris.